# Cassels donation
Cassels donation, i folkmun kort Cassels, är ett kombinerat kulturhus, konserthus och ett folkets hus beläget på västra sidan i gruvsamhället Grängesberg i Ludvika kommun. Byggnaden är uppkallad efter bankiren Sir Ernest Cassel och ritad av arkitekt Agi Lindegren.
Cassels donation ingår i Ekomuseum Bergslagen och förvaltas idag av stiftelsen Cassels Arbetarefond, med Ludvika kommun som huvudman.

## Bakgrund
1896 donerade Sir Ernest Cassel 250 000 kr till en fond vid namn Ernest Cassels arbetarefond, vars syfte var att skapa ett Folkets hus med plats för bibliotek, läserum, möteslokaler, fester och föredragsprogram, omgärdat av en park för friluftsliv och idrott.

## Historik

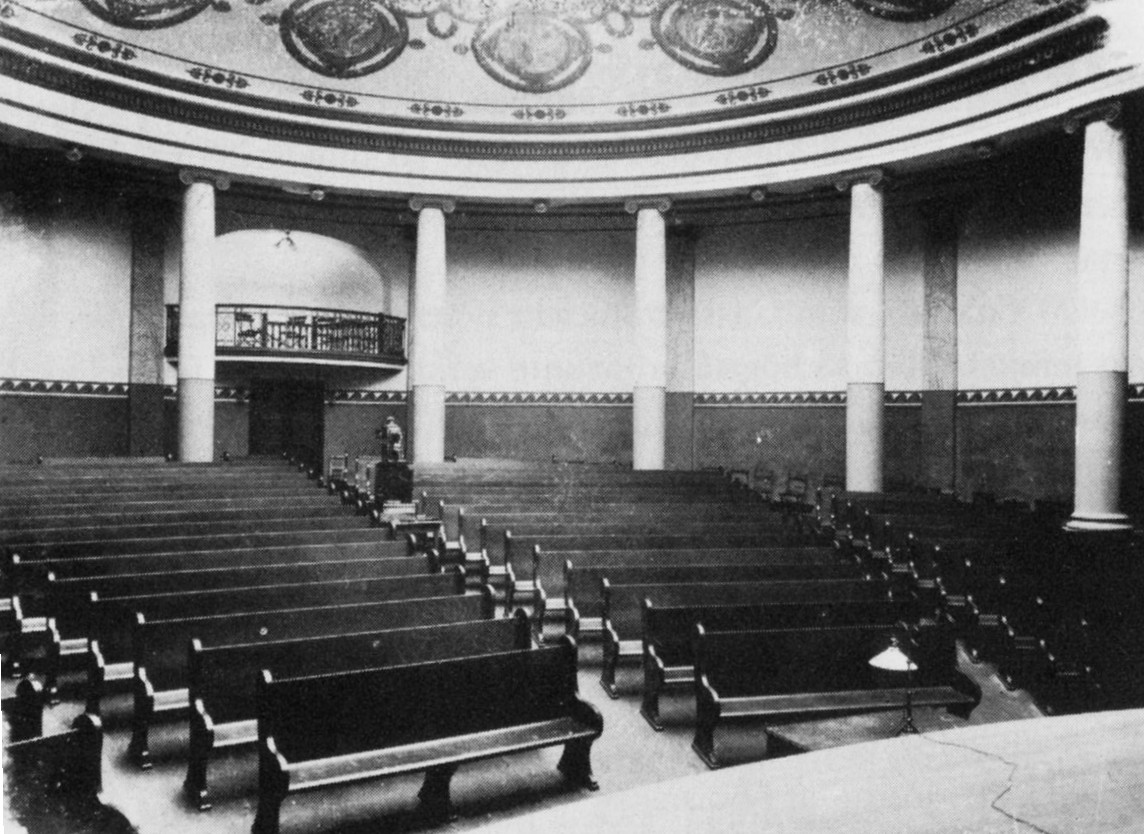
Salen omkring år 1900.

Byggnadsarbetet leddes av byggmästare Anders Hansson från Köping och huset kunde invigas den 10 januari 1900. Invigningstalare var biskopen Johan August Ekman. Vid invigningen fanns 700 inbjudna tjänstemän.

### Brand
Den ursprungliga byggnaden brann ner till grunden på valborgsmässoafton 1992. Den egentliga orsaken till branden har aldrig blivit klarlagd, men den troliga brandorsaken är påsksmällare instoppade i en dörrkarm.
Med hjälp av sysselsättningsbidrag med mera återuppbyggdes huset till sitt ursprungliga skick vilket stod klart 1994. Tack vare fotografier som tagits kort före branden kunde även takmålerierna i salen rekonstrueras. Återuppbyggnaden kom att kosta 22,6 miljoner kronor.
Cassels återinvigdes i augusti 1994.

## Konstruktion
Fasaden, inspirerad av Bank of England, domineras exteriört av den tempelliknande entrén som bärs upp av sex kolonner i dorisk ordning. På bottenvåningen ligger konsertsalen med 412 sittplatser och ett podium som har plats för 40 musiker. Vid sidan om salen finns ett notbibliotek, två klubbrum samt varmästeriet. I övervåningen finns festvåning och hörsal. Tredje våningen inrymmer en sal som kan användas till dans, utställningar och liknande. Cassel kom aldrig själv till Grängesberg för att se den byggnad som bär hans namn.

## Bilder

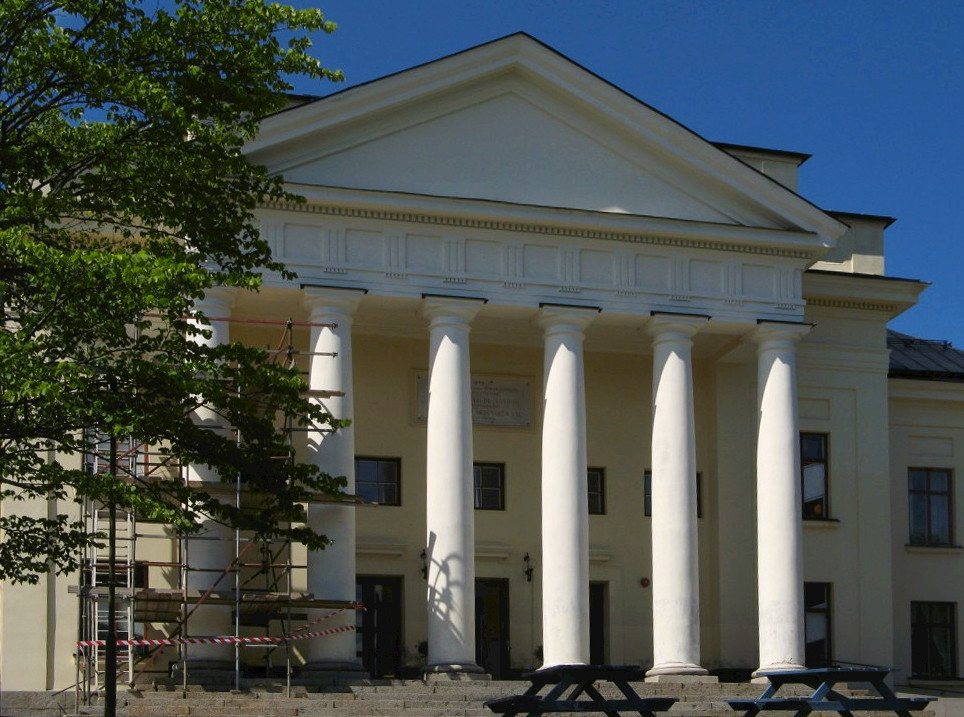
Entréfasaden
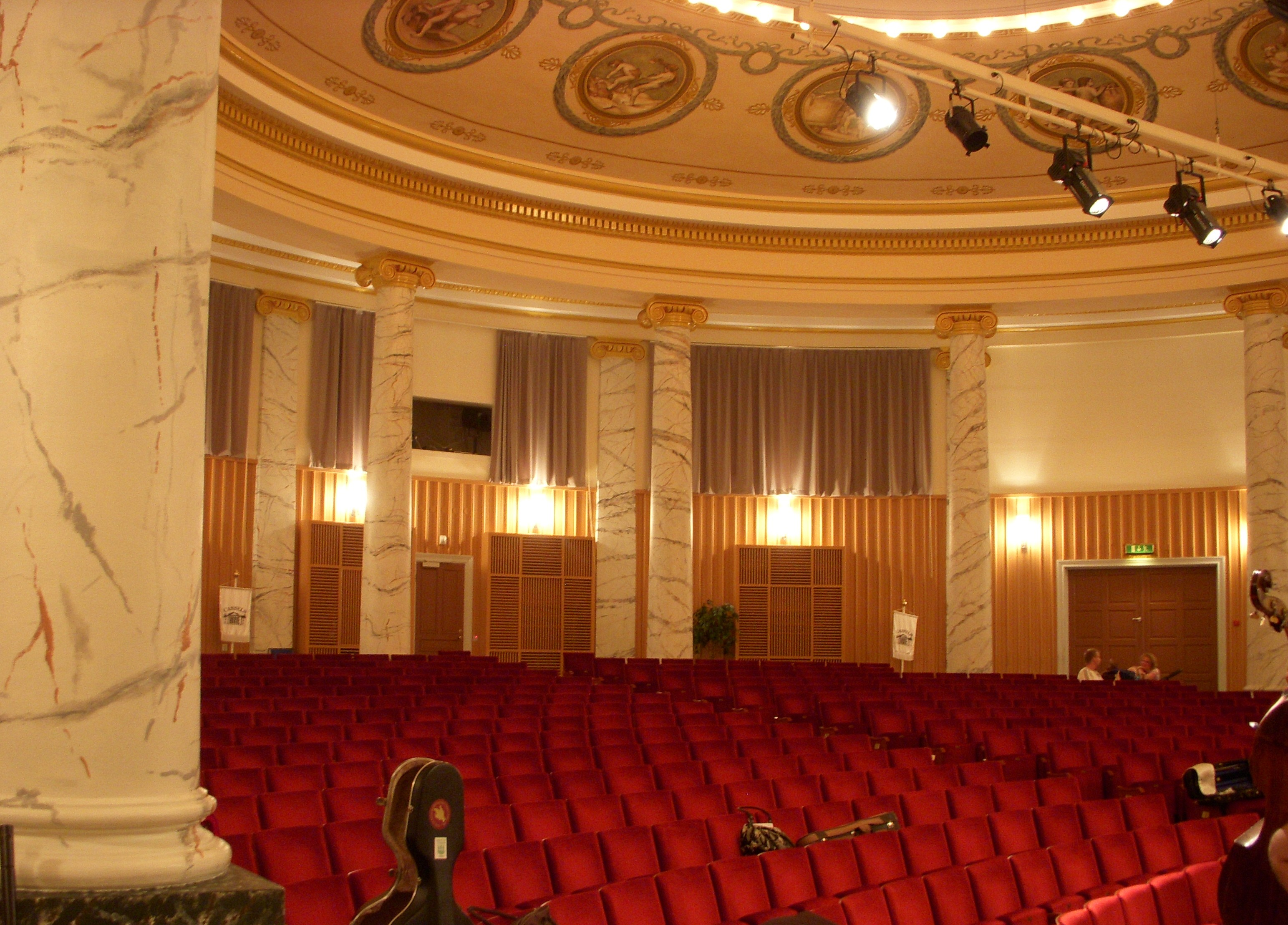
Salongen
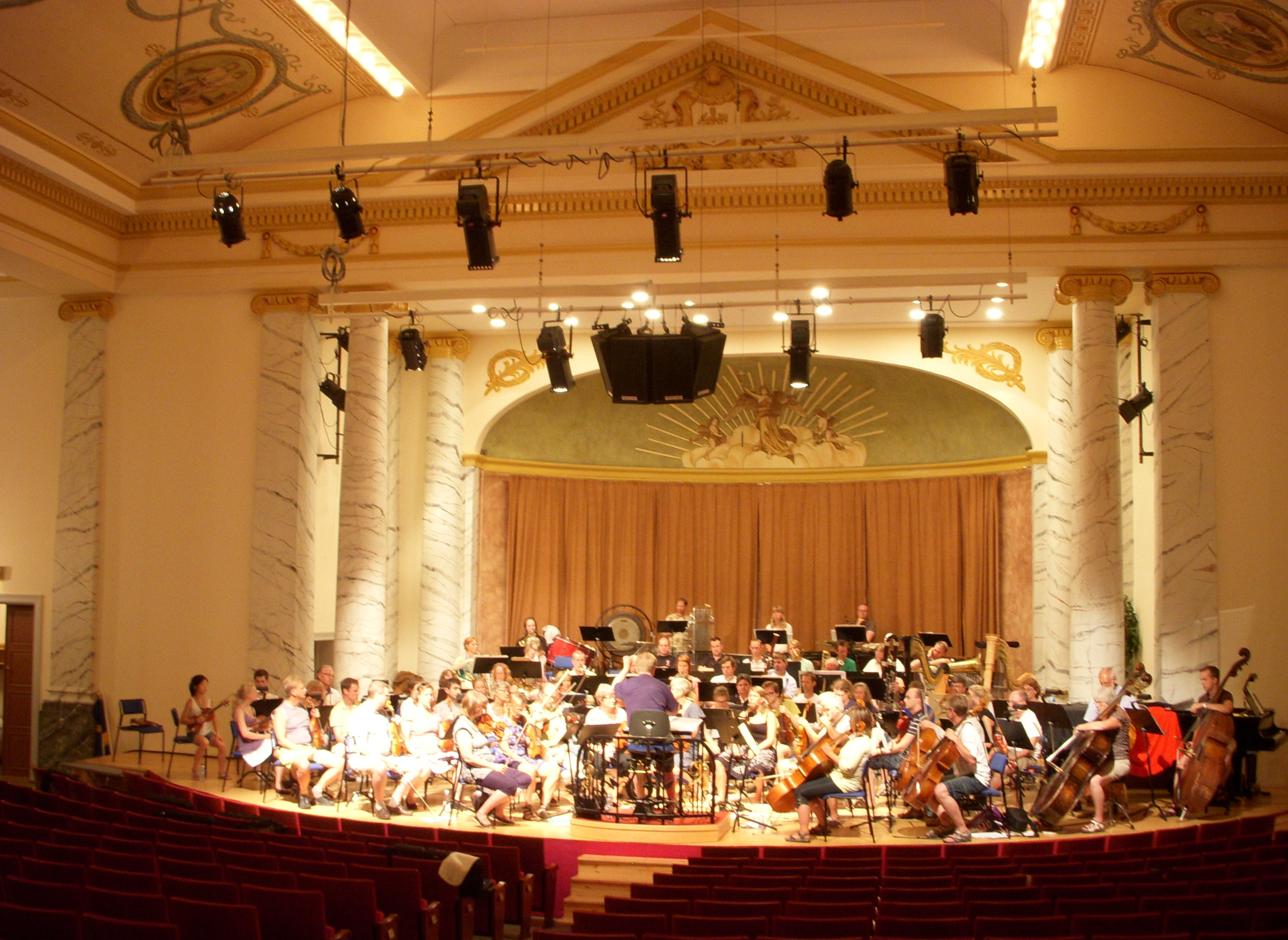
Salongen
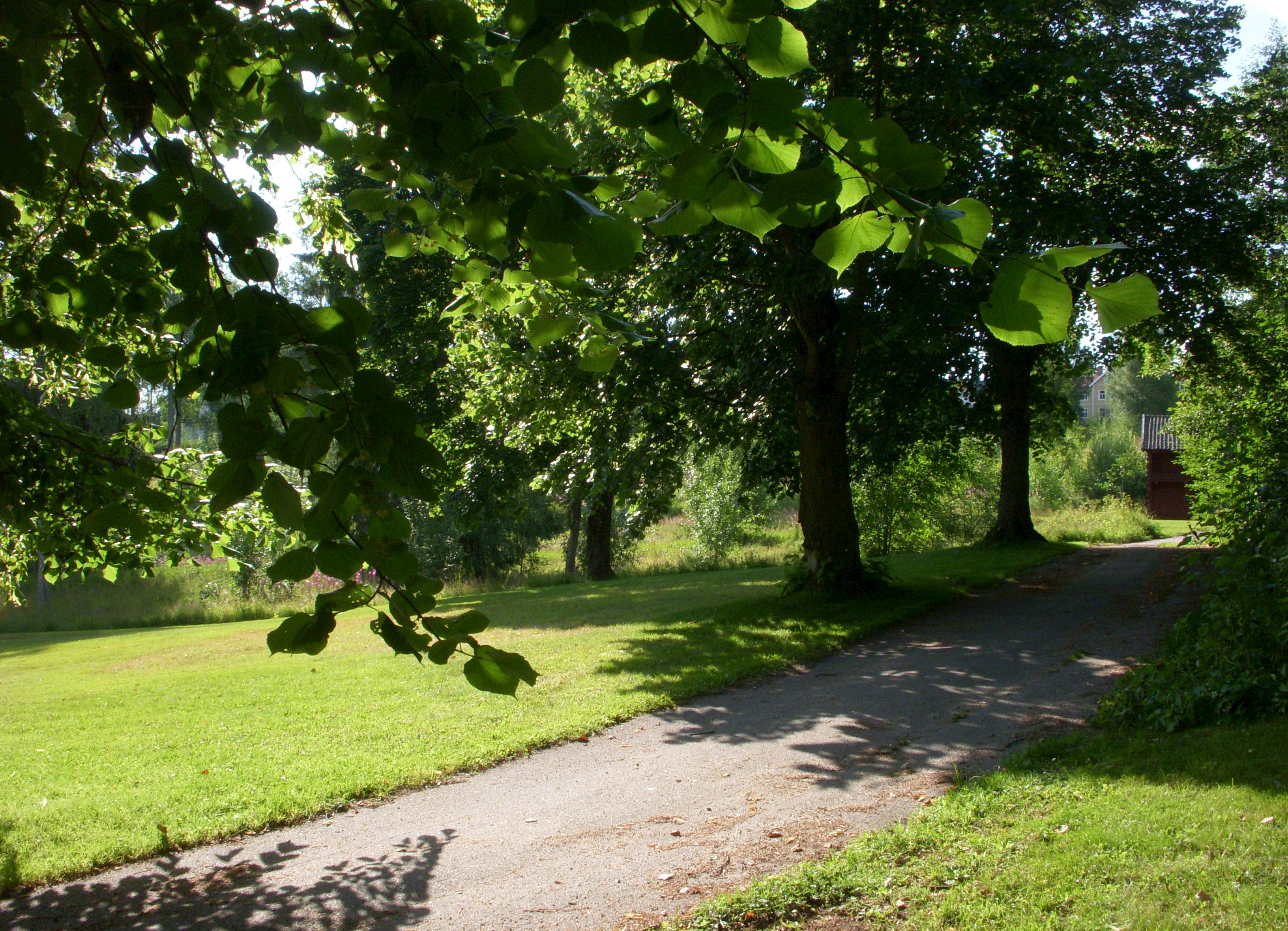
Parken